# Гечерлия (Огражден)
 Тази статия е за бившето подогражденско село.  За днешното струмишко полско село вижте Гечерлия.  
Гечерлия или Гечерли, среща се и като Стара Гечерлия (на македонска литературна норма: Гечерлија, Гечерли или Стара Гечерлија), е бивше село в Северна Македония, разположено на територията на община Босилово, Струмишко, в подножието на Огражден.

## География
Селото се е намирало в подножието на Огражден, между Чанаклия и Хамзали, на 3 километра северно от днешното село Гечерлия.

## История

### Етимология
Името на селото е от турски произход.

### В Османската империя
Според Пандевски и Стоев, които се позовават на името на селото и историческото му мюсюлманско население, Гечерлия възниква по време на османското владичество.
През XIX век селото е чисто турско. В „Етнография на вилаетите Адрианопол, Монастир и Салоника“, издадена в Константинопол в 1878 година и отразяваща статистиката на населението от 1873 година, Гучерля (Gutcherlya) е посочено като село с 15 домакинства, като жителите му са 34 мюсюлмани. Според статистиката на Васил Кънчов („Македония. Етнография и статистика“) от 1900 година Гечерли е населявано от 450 жители, всички турци.
В навечерието на Балканските войни (1912 – 1913) това мюсюлманско село има около 80 къщи. В селото има джамия.
След избухването на Балканската война на 21 октомври 1912 година ВМОРО превзема селото. По време на Балканските войни мюсюлманското население на селото е изселено.

### В България и Югославия
В изселеното от мюсюлманите село се заселват християни бежанци от Кукушко.
След Междусъюзническата война, с Букурещкия договор от 10 август 1913 година селото става част от Царство България.
Новите жители на селото са разделени на православни и католици униати и имат отделни свещеници. Православните са повече. Джамията в селото е превърната в църква.
След Първата световна война, според Ньойския договор от 27 ноември 1919 година, селото трябва да стане част от Кралството на сърби, хървати и словенци, което става през 1920 година.
Според преброяването от 1921 година селото има 43 домакинства и 219 жители.
В началото на януари 1924 година четници на ВМРО се сблъскват с сръбски сили над селото, в местността Куковица (или Кукавица) на Огражден. Според Йован Трифуноски от редовете на четниците загиват двама жители на селото. Според Димитър Галев от редовете на контрачетниците загива турчин от Нова махала. След сблъсъка властите нападат селото. Жители на селото са убити и бити. Властите опожаряват селото и жителите остават без имуществото си. Тогава селото e изселенo. Жителите на селото се изселват в града или в други струмишки села, а част от тях бягат в България.
През 1935 година в Струмишкото поле е основано днешното едноименно село Гечерлия като сръбско колонистко село.